# 你何時結婚？
《你何時結婚？》（法語：Quand te maries-tu ?）是1892年法國畫家保羅·高更繪製的一幅油畫，原先由魯道夫·施特赫林借給瑞士的巴塞爾美術館展覽，2015年2月被出售給匿名客戶，據稱很可能是卡塔爾博物館管理局，金額據估計超過2億美金，使其一躍成為世界上最昂貴的畫作之一。實際上一度有媒體認爲它的交易金额为3亿，打破當時的記錄，但後來發現並沒有。

## 背景
1891年高更首次旅行至塔希提，他寄希望於在這裡創作出純粹、純潔的藝術，雖然他最終發現此地已被殖民地化，且有至少三分之二的當地人死於歐洲殖民者帶來的傳染病，但高更仍然在此地以當地女性為主題繪製出了一系列名作。

## 畫作

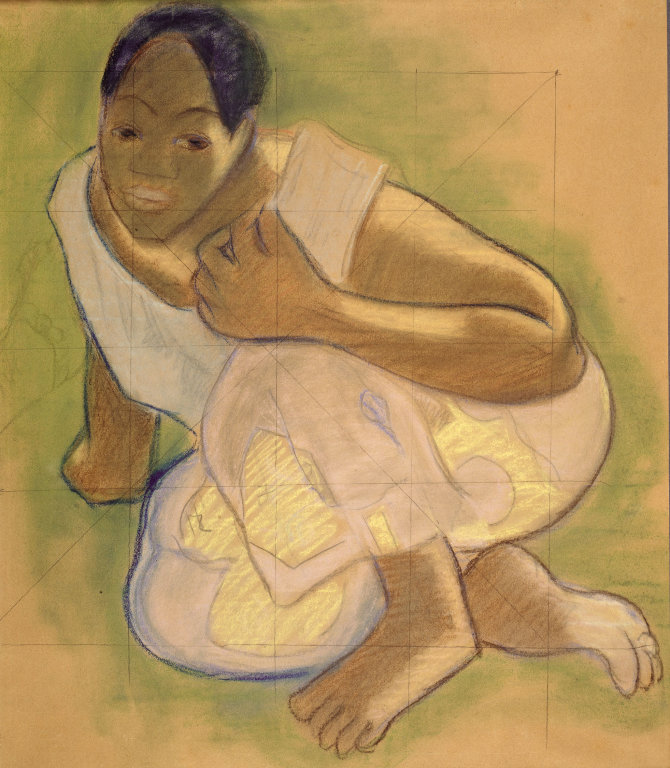
此畫的草稿，芝加哥藝術博物館

畫面背景以綠、黃和藍色構成，其中是熱帶塔西提島景色，用色明亮。畫中最前面的女性穿著著當地的傳統服裝，半跪在地上。後面的女子穿著的服飾受到了西方社會的影響，帶有高領。毛雷爾（Naomi E. Maurer）認為後者的手勢是佛教的手印，帶有恐嚇或警告的意味。